# Gaia (cantora)
Gaia Gozzi (Guastalla, Emília-Romanha, 29 de setembro de 1997), conhecida como Gaia, é uma cantora ítalo-brasileira de música pop.
Gaia ganhou notoriedade após ter ficado em segundo lugar no X Factor Itália em 2016 e ter ganho o talent show italiano Amici di Maria De Filippi com a música em português Chega em 2020.

## Biografia e carreira
Gaia nasceu em Guastalla, Emília-Romanha, de mãe brasileira de São Paulo e de pai italiano, e vive em Viadana. Gaia fala português fluentemente.
Em 2016, ela participou da décima edição do reality show musical X Factor Itália, terminando em segundo lugar. Ela lançou seu primeiro EP “New Dawns”, contendo o single de mesmo nome, que recebeu certificado de ouro pela FIMI por vender mais de 25.000 cópias. Em 2017, ela abriu os shows da turnê Oronero Tour de da cantora Giorgia Todrani e lançou o single "Fotogramas".
Em 2019, ela foi escalada para a décima-nona edição do show de talentos Amici di Maria De Filippi. A cantora escreveu e compôs várias músicas durante o programa, incluídas no seu primeiro álbum de estúdio “Genesi”, lançado em 20 de março de 2020 pela Sony Music.
O álbum estreou no número 15 da parada da FIMI, alcançando a quinta posição após a vitória do cantora no show de talentos. O single promocional, "Chega", cantado inteiramente em português, alcançou o número 11 das paradas italianas de singles. Em 22 de Maio, ela lançou a reedição do álbum em formato físico, intitulado “Nuova Genesi”.

## Discografia

### Álbuns de estúdio
- Genesi / Nuova Genesi (2020)
- Alma (2021)
- rosa dei venti (2025)

### EPs
- New Dawns (2016)

### Singles
- "New Dawns" (2016)
- "Fotogramas" (2017)
- "Chega" (2020)
- "Coco Chanel" (2020)
- "Nuove strade" (2020)
- "Cuore amaro" (2021)
- "Boca" (2021)
- "Nuvole di Zanzare" (2021)
- "ESTASI" (2023)
- "TOKYO" (2023)
- "Dea Saffica" (2024)
- "SESSO E SAMBA" (2024) feat. GUÈ